# وكالة المخابرات المركزية
وكالة المخابرات المركزية (بالإنجليزية: Central Intelligence Agency) وتعرف اختصاراً بـ« سي آي أي » (بالإنجليزية: CIA) الوكالات الرئيسية لجمع الاستخبارات في الحكومة الفيدرالية للولايات المتحدة. يقع مقر الوكالة في لانغلي، بمقاطعة فيرفاكس فرجينيا على طول نهر بوتوماك. يعمل موظفوها في سفارات الولايات المتحدة ومناطق أخرى متعددة حول العالم. كونها وكالة الاستخبارات الأميركية المستقلة الوحيدة، تقدم تقاريرها إلى مدير الاستخبارات القومية.
لدى وكالة الاستخبارات المركزية ثلاثة أنشطة رئيسية، جمع المعلومات عن الحكومات الأجنبية والشركات والأفراد؛ تحليل تلك المعلومات جنبا إلى جنب مع معلومات جمعتها وكالات استخبارات أميركية أخرى، وذلك لتقييم المعلومات المتعلقة بالأمن القومي وتقديمها لكبار صانعي السياسة الأميركية؛ وبناء على طلب من رئيس الولايات المتحدة، تنفذ الوكالة أو تشرف على النشاطات السرية وبعض العمليات التكتيكية من قبل موظفيها، أو الجيش الأميركي، أو شركاء آخرين. يمكنها على سبيل المثال ممارسة نفوذ سياسي أجنبي من خلال أقسامها التكتيكية، مثل شعبة الأنشطة الخاصة(سي آي أي).
في عام 2013، ذكرت صحيفة واشنطن بوست أن وكالة المخابرات المركزية لها أكبر ميزانية من بين مجتمع أعضاء الاستخبارات الأميركي. وقد اتخذت وكالة الاستخبارات المركزية أدواراً هجومية بشكل متزايد، بما في ذلك القيام بعمليات سرية شبه عسكرية. واحدة من أكبر أقسامها، مركز العمليات المعلوماتية، تحول تركيزه من مكافحة الإرهاب إلى العمليات الإلكترونية الهجومية.
على عكس مكتب التحقيقات الفيدرالي، وهو خدمة أمنية محلية، فإن وكالة المخابرات المركزية ليس لديها وظيفة لإنفاذ القانون وتركز بشكل أساسي بشكل أساسي على جمع المعلومات الاستخبارية في الخارج، مع جمع معلومات استخبارية محلية محدودة فقط. تعمل وكالة المخابرات المركزية كمدير وطني لتنسيق أنشطة الذكاء البشري عبر مجتمع الاستخبارات الأمريكي. تعد الوكالة الوحيدة المخولة قانونًا تنفيذ والإشراف على العمل السري بناءً على طلب من الرئيس. تمارس نفوذًا سياسيًا أجنبيًا من خلال أقسامها التكتيكية، مثل مركز الأنشطة الخاصة. لعبت وكالة المخابرات المركزية دورًا أساسيًا في إنشاء أجهزة استخبارات في العديد من الدول الحليفة للولايات المتحدة، مثل دارة الاستخبارات الفيدرالية في ألمانيا. وقدمت الدعم للعديد من الجماعات السياسية الأجنبية والحكومات، بما في ذلك التخطيط والتنسيق والتدريب على التعذيب والدعم الفني، وشاركت في العديد من تغييرات النظام والهجمات الإرهابية والاغتيالات المخطط لها لقادة أجانب.
منذ عام 2004، نُظمت وكالة المخابرات المركزية تحت إدارة مكتب مدير المخابرات الوطنية. على الرغم من نقل بعض صلاحياتها إلى مدير المخابرات الوطنية، فقد نما حجم وكالة المخابرات المركزية ردًا على هجمات 11 سبتمبر. في عام 2013، ذكرت صحيفة واشنطن بوست أنه في السنة المالية 2010، كان لدى وكالة المخابرات المركزية أكبر ميزانية لجميع وكالات مجتمع الاستخبارات، متجاوزة التقديرات السابقة.
وسّعت وكالة المخابرات المركزية دورها بشكل متزايد، بما في ذلك العمليات شبه العسكرية السرية. حوّل أحد أكبر أقسامها، وهو مركز عمليات المعلومات، التركيز رسميًا من مكافحة الإرهاب إلى العمليات الإلكترونية الهجومية.
كانت الوكالة موضوع العديد من الخلافات، بما في ذلك انتهاكات حقوق الإنسان، والتنصت على المكالمات الهاتفية المحلية والدعاية، ومزاعم الاتجار بالمخدرات. كما ظهرت في أعمال روائية من كتب وأفلام وألعاب فيديو.

## تاريخ
أُنشئت وكالة الاستخبارات المركزية مع توقيع الرئيس هاري س. ترومان على قانون الأمن الوطني في عام 1947. أنشأ هذا القانون أيضًا منصب مدير الاستخبارات المركزية (دي. سي. آي) ليكون رئيسا لأجهزة الاستخبارات في الولايات المتحدة، والمستشار الأول للرئيس الأمريكي لشؤون الاستخبارات المتصلة بالأمن القومي، بالإضافة لرئاسة وكالة الاستخبارات المركزية. أحدث قانون إصلاح الاستخبارات ومنع الإرهاب الصادر في 2004 تعديلا على قانون الأمن الوطني موجدا منصب مدير الاستخبارات الوطنية والذي بدوره يتولى بعض المهمّات التي كان الـ (دي. سي. آي) يقوم بها سابقا ومدير مستقل من لوكالة الاستخبارات المركزية. تعتبر وكالة المخابرات الأمريكية أحد أهم الأجهزة الرئيسية للتجسس ومقاومة التجسس في الولايات المتحدة. فقد أنشئت إبان الحرب العالمية الثانية بأمر من الرئيس الأمريكي ”هاري ترومان" لتحل محل "مكتب الخدمات الاستراتيجية" الذي كان أسسه الرئيس "فرانكلين روزفلت" وذلك تحت ضغط الاستخبارات العسكرية ومكتب المباحث الفدرالي.

## رؤساء السي آي أيه
يعتبر الن دالاس من أهم مؤسسي الجاسوسية الأمريكية حيث أوكل إليه إنشاء جهاز المخابرات المركزية، إلا أنه، ونتيجة لبعض الأخطاء أبعده الرئيس ترومان وأحل محله الجنرال فالتر سميث ومع مجيء "ايزنهاور" رئيسا للولايات المتحدة عاد "الن دالاس" رئيسا للوكالة ودعمه في موقعه وجود أخيه "جون فوستر دالاس" وزيرا للخارجية. وإثر الأزمة العاصفة التي نشبت بين الاتحاد السوفييتي والولايات المتحدة حول نية الأخيرة غزو كوبا، وفشل هذه العملية التي عرفت بأزمة خليج الخنازير عام 1961، واهتزاز صورة الولايات المتحدة في العالم الثالث نتيجة لذلك، نحى "جون كينيدي" "الن دالاس" عن رئاسة الوكالة، وعين الجنرال جون ماكون في عام 1963، تلاه الأميرال "وليم رابون" حتى حزيران 1966، ومن ثم "ريتشارد ماكجاراه هيلمز" وبعده جيمس شلينغر" ثم "وليم كوبي" في أواخر عهد نيكسون.

## الموقع
يقع مركز الاستخبارات المركزية في ضاحية «لانغلي» وتبعد 15 كلم عن واشنطن العاصمة وهو مركز محصن تحصينا طبيعيا بوجود نهر بوتوماك، فضلا عن الحراسة المشددة عليه والكاميرات التلفزيونية المسلطة على المنطقة المحيطة ليلا ونهارا. وتبلغ مساحة هذا المركز نحو 125 ألف متر مربع، بينما بلغت تكاليف الإنشاء عام 1966، 46 مليون دولار، ويحيط بالمبنى سور يبلغ ارتفاعه أربعة أمتار تعلوه أسلاك شائكة. وتحتفظ الوكالة ببعض الأبنية لاستعمالها تحت أسماء مستعارة.

## العمليات الخارجية
ينسب إلى وكالة المخابرات المركزية سلسلة طويلة من العمليات السياسية والعسكرية في العديد من دول العالم، وخاصة في أمريكا الوسطى والجنوبية وغرب أفريقيا والشرق الأوسط والأدنى، حيث جرى العديد من الانقلابات العسكرية والتصفيات الفردية والجماعية.
كما تلعب الوكالة دورا كبيرا في التنظيمات النقابية والثقافية عن طريق التدخل في نشاطاتها. فقد تولت حركة الطلاب في الولايات المتحدة وتدخلت في حركة الجامعة في ولاية ميشغن وفي البرامج الجامعية للجامعات الأمريكية وفي النقابات، إضافة إلى تمويلها للعديد من دور النشر لنشر الكتب المؤيدة لسياسات الولايات المتحدة، وكذلك باستخدام شخصيات ذات اطلاع وكفاءة عالية لتسويق أفكارها ومعتقداتها خدمة للسياسة الأمريكية.

## أسلوب العمل
تستخدم الوكالة مختلف وسائل التجسس الحديثة، كطائرات التجسس من طراز طائرة U.2 التي استخدمت فوق الأراضي السوفيتية من أجل التصوير والتقاط الرادار. ونذكر الطائرة التي أسقطت عام 1960، فوق الأراضي السوفييتية والتي أفشلت الاجتماع الذي كان مقررا في باريس بين الرئيس «ايزنهاور وخروتشوف ومكملان وديجول». وبمساعدة الطائرات U.2 استطاعت الولايات المتحدة معرفة أماكن الصواريخ الروسية في كوبا عام 1962، كما استخدمت المخابرات المركزية كذلك السفن البحرية مثل «بيوبلو» التي قبض عليها في كوريا عام 1968.
إضافة إلى ذلك كان استخدام العملاء المباشرين سواء كانوا دبلوماسيين أو غير دبلوماسيين وذلك بغية الحصول على المعلومات كحصولهم على نسخة من التقرير الذي تقدم به خروتشوف إلى المؤتمر العشرين للحزب الشيوعي السوفييتي، والذي ندد فيه بجرائم ستالين، وكذلك البولندي جوزيف سوتيلو الذي كان يحتل موقعا متقدما في بلده، وغيرهم من الذين ما زالوا يعيشون بحماية المخابرات المركزية نظرا للخدمات الكبيرة التي قدموها لهذه المؤسسة.

## انتهاكات حقوق الإنسان
في ديسمبر 1974، ذكرت صحيفة نيويورك تايمز أن وكالة المخابرات المركزية الأمريكية قامت بأنشطة محلية غير قانونية، بما في ذلك تجارب على مواطنين أمريكيين، خلال الستينيات. أثار التقرير تحقيقات من قبل كل من الكونغرس الأمريكي ولجنة رئاسية معروفة باسم لجنة روكفلر. كشفت تحقيقات الكونغرس وتقرير لجنة روكفلر أن وكالة الاستخبارات المركزية ووزارة الدفاع أجرتا في الواقع تجارب على البشر للتأثير على سلوكه والسيطرة عليه من خلال استخدام العقاقير ذات التأثير النفساني مثل LSD والميسكالين أو غيرها من الموارد الكيميائية والبيولوجية والنفسية الأخرى. وغالبا كانت تؤدى بطريقة غير مشروعة دون المعرفة، أو الموافقة من الأشخاص المعرضين للتجارب.
وفي ديسمبر 2014 أكد تقرير لجنة من مجلس الشيوخ الأمريكي تورط وكالة الاستخبارات الأمريكية في ممارسة التعذيب ضد معتقلين بعد هجمات 11 سبتمبر 2001. وأشار التقرير ان وكالة الاستخبارات المركزية قامت بتعذيب المعتقلين في السجون السرية وقد سلّمت المعتقلين إلى الحكومات الصديقة لتعذيبهم، وذلك بطريقة تتعارض مع القانون الأمريكي والدولي.

## وصلات خارجية
- الموقع الرسمي
- وكالة المخابرات المركزية على موقع IMDb (الإنجليزية)
- وكالة المخابرات المركزية على موقع الموسوعة البريطانية (الإنجليزية)